# 장충단로

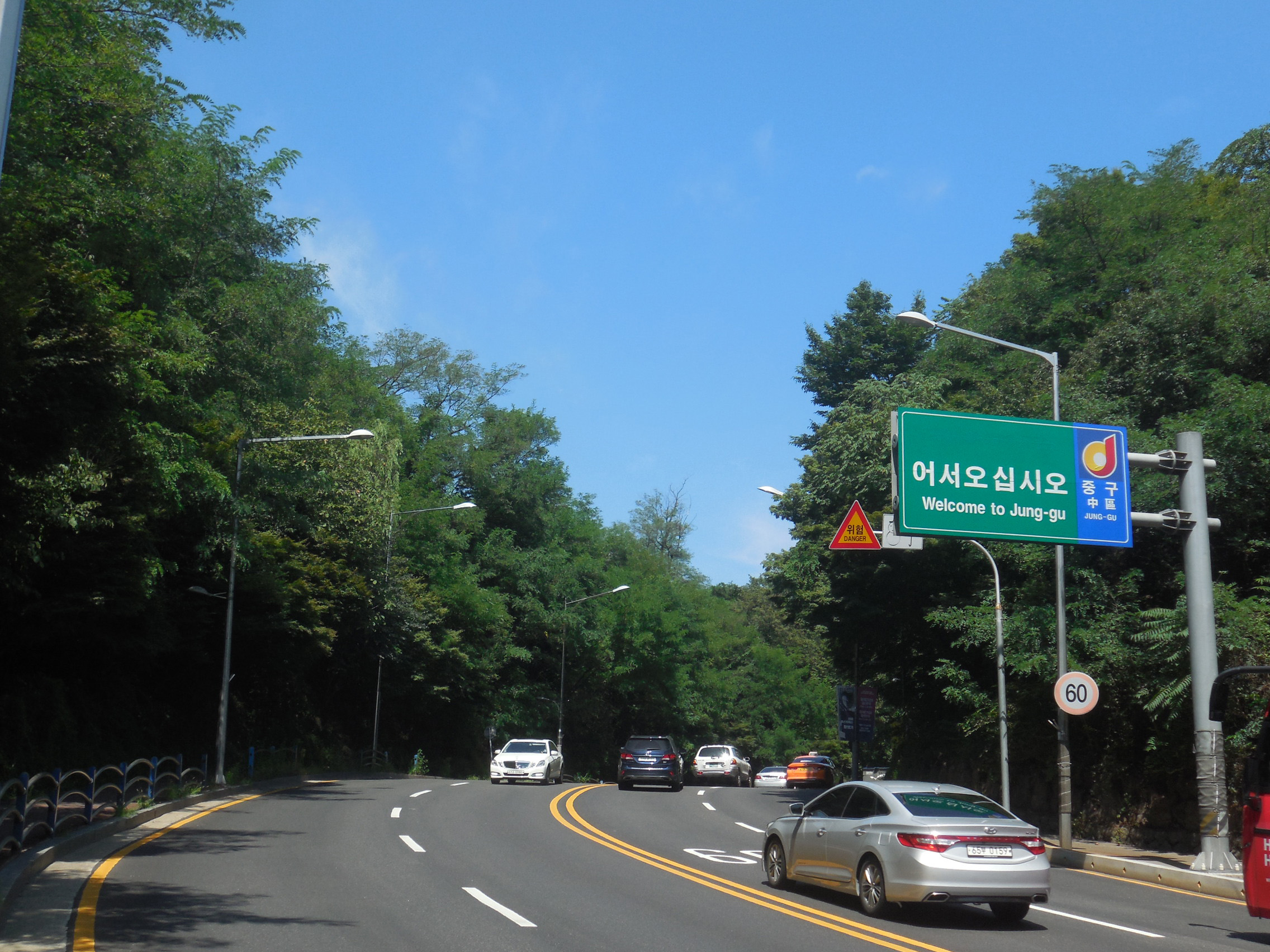
중구-용산구 경계의 장충단로

장충단로(奬忠壇路, Jangchungdan-ro)는 서울특별시 용산구  한남동 산9-19와 중구 신당동 217-82를 잇는 2.80 km의 도로이다. 2010년 이전의 명칭은 오장동사거리 이북은 흥인문로, 이남은 장충단길이었다.

## 특징
장충단로 일대는 의류관련 상가가 밀집된 지역이다. 예로 두산타워, 밀리오레, Hello! APM 등등 여러 의류관련 쇼핑몰이 몰려 있어서 밤이 되면 이곳에서는 불야성을 이룬다.

## 연혁
- 1966년 11월 26일 : ‘서울운동장앞(중구 을지로7가 1)~약수동로타리(성동구 신당동 374-12)’ 구간을 장충로(獎忠路)로 지정[1]
- 1984년 : 장충로 가운데 장충체육관~약수동로타리 구간을 동호로에 편입하고, 동대문운동장~광희동오거리 구간을 흥인문로로 분리하고, 남은 구간에 장충체육관~약수고개 구간을 추가하여 장충단길로 변경
- 2010년 4월 22일 : 흥인문로와 장충단길을 합해 장충단로(奬忠壇路)로 변경[2]

## 주요 경유지
서울특별시
- 중구 (장충동2가 - 장충동1가 - 광희동2가 - 을지로7가 - 을지로6가)
- 용산구 (한남동)

## 노선
| 교차로 · 교량      | 접속 노선       | 소재지          | 소재지          | 비고             |
| 한남대로와 직결    | 한남대로와 직결 | 한남대로와 직결 | 한남대로와 직결 | 한남대로와 직결  |
| ------------------ | --------------- | --------------- | --------------- | ---------------- |
|                    | 한남대로        | 용산구          | 한남동          | 교차로 이름 없음 |
| 다산로             |                 | 용산구          | 한남동          | 교차로 이름 없음 |
| 남산2호터널입구    | 녹사평대로58길  | 중구            | 장충동          |                  |
| 장충체육관         | 동호로          | 중구            | 장충동          |                  |
|                    | 장충단로7길     | 중구            | 장충동          | 교차로 이름 없음 |
| 장충단로8길        |                 | 중구            | 장충동          | 교차로 이름 없음 |
| 광희동사거리       | 마른내로        | 중구            | 광희동          |                  |
| 광희동사거리       | 퇴계로          | 중구            | 광희동          |                  |
| 동대문역사문화공원 | 을지로          | 중구            | 광희동          |                  |
|                    | 마장로          | 중구            | 광희동          | 교차로 이름 없음 |
| 청계6가            | 청계천로        | 중구            | 광희동          |                  |
| 오간수교 (청계천)  |                 | 중구            | 광희동          |                  |
| 율곡로와 직결      |                 |                 |                 |                  |

## 부속도로
- ●: 전 구간 해당
- ▲: 일부 구간 해당
- ✖: 해당 없음

| 도로명        | 기점            | 종점             | 총연장 (m) | 차량 통행 가능 | 일방통행 | 소재지 | 소재지 |
| ------------- | --------------- | ---------------- | ---------- | -------------- | -------- | ------ | ------ |
| 장충단로4길   | 장충동1가 31-12 | 장충동1가 98     | 381        | ●              | ✖        | 중구   | 장충동 |
| 장충단로6길   | 장충동1가 31-5  | 장충동1가 91     | 339        | ●              | ✖        | 중구   | 장충동 |
| 장충단로6가길 | 장충동1가 35-25 | 신당동 399-35    | 292        | ▲              | ✖        | 중구   | 장충동 |
| 장충단로7길   | 쌍림동 248-2    | 쌍림동 88-10     | 341        | ●              | ●        | 중구   | 장충동 |
| 장충단로7길   | 쌍림동 248-2    | 쌍림동 88-10     | 341        | ●              | ●        | 중구   | 광희동 |
| 장충단로7가길 | 장충동2가 110-1 | 장충동2가 112-30 | 94         | ✖              | ✖        | 중구   | 장충동 |
| 장충단로8길   | 장충동1가 31-7  | 신당동 393-3     | 363        | ●              | ✖        | 중구   | 장충동 |
| 장충단로8길   | 장충동1가 31-7  | 신당동 393-3     | 363        | ●              | ✖        | 중구   | 신당동 |
| 장충단로8길   | 장충동1가 31-7  | 신당동 393-3     | 363        | ●              | ✖        | 중구   | 다산동 |
| 장충단로8가길 | 장충동1가 38-40 | 광희동2가 303-24 | 142        | ●              | ✖        | 중구   | 장충동 |
| 장충단로8가길 | 장충동1가 38-40 | 광희동2가 303-24 | 142        | ●              | ✖        | 중구   | 광희동 |
| 장충단로8나길 | 장충동1가 38-12 | 장충동1가 38-25  | 144        | ●              | ✖        | 중구   |        |
| 장충단로8나길 | 장충동1가 38-12 | 장충동1가 38-25  | 144        | ●              | ✖        | 중구   | 장충동 |
| 장충단로10길  | 광희동2가 315-5 | 신당동 229-41    | 313        | ●              | ✖        | 중구   |        |
| 장충단로10길  | 광희동2가 315-5 | 신당동 229-41    | 313        | ●              | ✖        | 중구   | 신당동 |
| 장충단로10길  | 광희동2가 315-5 | 신당동 229-41    | 313        | ●              | ✖        | 중구   | 광희동 |
| 장충단로13길  | 을지로6가 18-19 | 을지로6가 18-14  | 323        | ●              | ▲        | 중구   |        |